# Dan Andrei Aldea
Dan Andrei Aldea (Bukarest, 1950. március 9. – Călărași, 2020. január 18.) román zenész, énekes. A Sfinx együttesnek volt a tagja.

## Életútja
A Sfinx együtteshez 1968-ban csatlakozott először, majd a bukaresti Konzervatórium elvégzése után véglegesen. Az együttes vezetőjévé vált és az egyik legsikeresebb román progresszív rock zenekar lett a Sfinxből.
Az 1970-es években számos előadónak írt és hangszerelt dalokat. 1973-ban Dorin Liviu Zahariával a Kőországi lakodalom című filmhez írtak zenét, és foglalkozott színpadi művekkel is.
1981-től Münchenben, Nyugat-Németországban élt. 1989 után többször próbáltak felkérni, hogy lépjen fel korábbi együttesével a Sfinx-szel, de ezt mindig visszautasította.

## Diszkográfia
Sfinx
- Lume albă (Electrecrod, 1975, STM-EDE 01113)
- Zalmoxe (Electrecord, 1978)
- Sfinx (Electrecord, 1984, ST-EDE 02513)

szóló
- Zece arici / Noi nu ne temem, 1979